# Federazione scacchistica della Cina
La Federazione scacchistica della Cina (nome ufficiale in inglese Chinese Chess Association, in cinese 中国国际象棋协会S, Zhōngguó guójì xiàngqí xiéhuìP) è la federazione sportiva nazionale che disciplina gli scacchi nella Repubblica Popolare Cinese con sede a Pechino. Fondata nel 1962 come sezione della federazione cinese di xiangqi, la federazione cinese aderì alla FIDE nel 1975, quando il governo allentò la censura nei confronti degli scacchi occidentali, causando una forte crescita di popolarità del gioco anche nella Cina comunista. Nel 1986 divenne una federazione autonoma.
Organizza ogni anno il Campionato cinese di scacchi assoluto e femminile, si occupa delle rappresentative cinesi per i tornei a squadre, ha organizzato quattro edizioni del Mondiale femminile nel 1999, 2013, 2018 e 2020.

## Storia
Partecipa per la prima volta alle Olimpiadi degli scacchi nel 1978 con la squadra assoluta e nel 1980 con la squadra femminile. Da allora le rappresentative cinesi hanno vinto due volte la competizione nell'assoluto e sei volte nel femminile. Nelle competizioni individuali la Cina ha espresso a livello femminile sei campionesse del mondo: Xie Jun, Zhu Chen, Xu Yuhua, Hou Yifan, Tan Zhongyi e Ju Wenjun. Nel 2022 per la prima volta uno scacchista cinese, Ding Liren, si è qualificato come sfidante a un match del Mondiale assoluto. Lo stesso nel 2023 è diventato il primo campione del mondo cinese nella storia degli scacchi.

## Organizzazione
La dirigenza viene nominata dal Comitato Nazionale per lo Sport della Repubblica Popolare Cinese, la quale provvede anche ad elargire i fondi di sovvenzionamento per la federazione.